# Excitação sexual

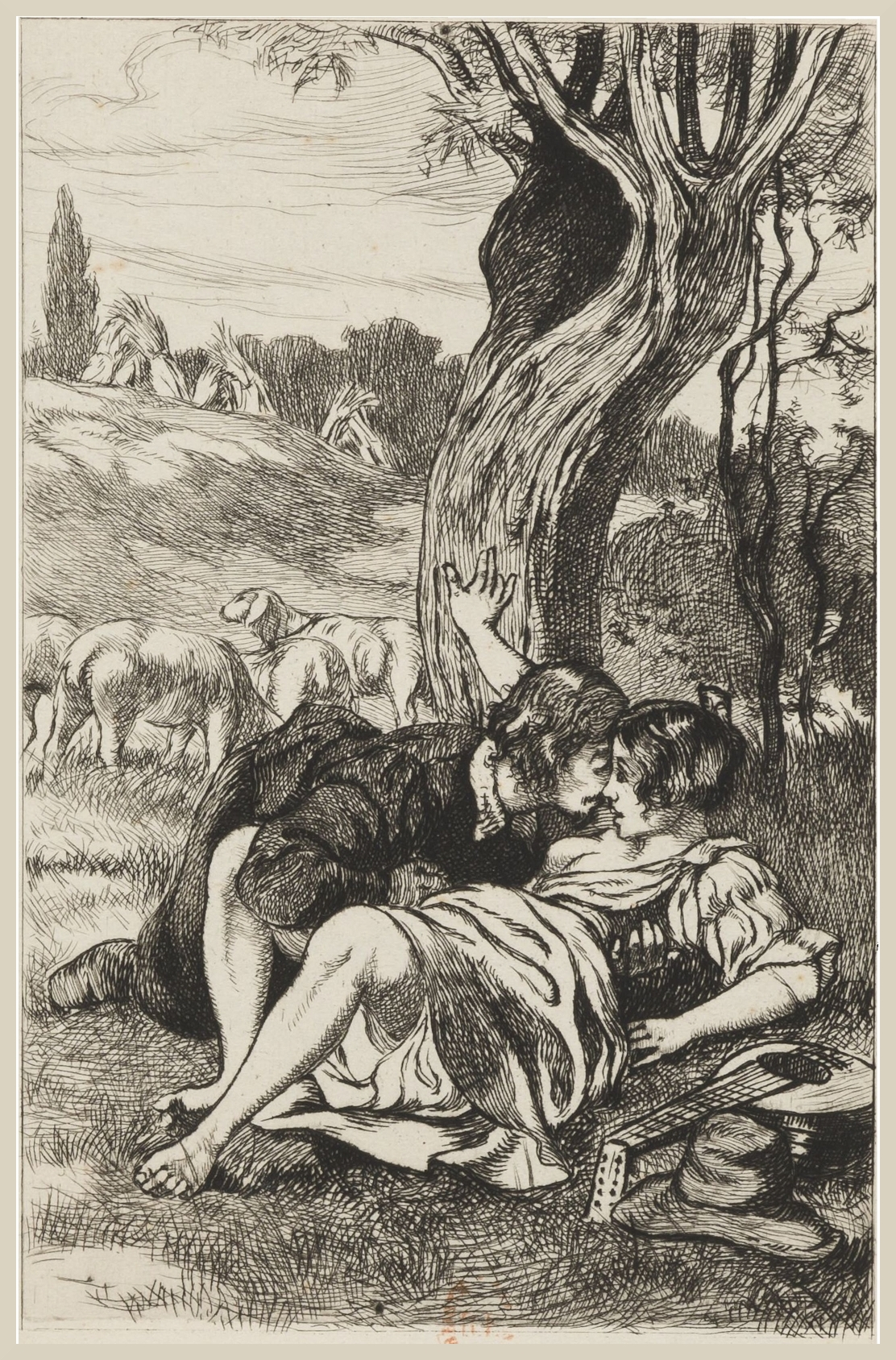
Gravura Francion 15, de Martin Van Maele

A excitação sexual descreve as respostas fisiológicas e psicológicas na preparação para a relação sexual ou quando exposta a estímulos sexuais. Várias respostas fisiológicas ocorrem no corpo e na mente como preparação para a relação sexual e continuam durante a relação sexual. A excitação masculina levará a uma ereção, e na excitação feminina a resposta do corpo é o ingurgitamento dos tecidos sexuais, como mamilos, vulva, clítoris, paredes vaginais e lubrificação vaginal. Estímulos mentais e estímulos físicos, como tato, e a flutuação interna de hormônios, podem influenciar a excitação sexual.
A excitação sexual tem vários estágios e pode não levar a nenhuma atividade sexual real além da excitação mental e das mudanças fisiológicas que a acompanham. Dada estimulação sexual suficiente, a excitação sexual atinge seu clímax durante o orgasmo.

## Especificidade da categoria
A especificidade da categoria refere-se a uma pessoa que mostra excitação sexual para as categorias de pessoas com quem prefere fazer sexo. Estudos de excitação sexual envolvendo especificidade de categoria analisam as respostas genitais (mudanças fisiológicas), bem como as respostas subjetivas (o que as pessoas relatam ser seus níveis de excitação). A excitação sexual específica da categoria é mais comumente encontrada entre os homens do que as mulheres. Os homens heterossexuais experimentam uma excitação genital e subjetiva muito maior para as mulheres do que para os homens. Este padrão é invertido para homens homossexuais.
Estudos descobriram que as mulheres têm um padrão de resposta genital não específico de categoria de excitação sexual, o que significa que suas respostas genitais são apenas modestamente relacionadas à sua categoria preferida. Por outro lado, as respostas subjetivas femininas são específicas da categoria, porque geralmente relatam seu nível mais alto de excitação ao estímulo preferido, embora a diferença relatada nos níveis de excitação seja tipicamente muito menor do que nos homens. Uma possível explicação para a excitação genital não específica da categoria em mulheres, que também explica sua alta variação individual, é a "hipótese da preparação". Esta hipótese sugere que, desde que haja um aumento suficiente no fluxo sanguíneo vaginal para lubrificação vaginal para ocorrer em um contexto sexual, a magnitude da excitação não precisa ser consistente. Ou seja, a hipótese é que a lubrificação vaginal possa ocorrer como mecanismo de proteção mesmo em uma situação sexual não preferencial, como quando a atividade sexual não é consensual.
Outros pesquisadores argumentam que, uma vez que a pesquisa é feita em pessoas que se voluntariam para serem estudadas, os níveis observados de especificidade de categoria podem não representar a população, que pode haver diferentes expectativas culturais de interesses sexuais ligados à excitação genital que tornam os homens com excitação genital específica da categoria menos provável de aparecer como cobaias. Lá, os pesquisadores também argumentam que a suposição de que os homens estão sempre sexualmente interessados no que causa a excitação genital remove sua própria falsificação, explicando todos os dados contraditórios como "negação", tornando a teoria não testável.

### Sobreposição de variáveis cerebrais e excitação sexual
Embora haja desacordo entre os neurologistas sobre se é ou não possível distinguir categoricamente cérebros masculinos e femininos medindo muitas variáveis no cérebro, os neurologistas concordam que todas as variáveis únicas no cérebro exibem mais variação individual e sobreposição entre os sexos do que diferenças entre os mesmos. Por exemplo, homens e mulheres são capazes de classificar os atos sexuais como sexuais, não importando se os consideram atraentes ou não, tornando uma resposta genital a estímulos eróticos desagradáveis um único passo do mecanismo. É, portanto, argumentado pelos neurologistas que a especificidade da categoria da resposta genital às imagens eróticas, sendo determinada por um ou um pequeno número de mecanismos cerebrais intimamente ligados e, portanto, não sujeita a efeitos multivariados significativos, não pode estar sujeito a uma diferença sexual tão grande quanto a aparente em estudos pletismográficos. Esses neurologistas citam a existência de um viés de voluntariado significativo entre homens, mas não mulheres, em pesquisas eróticas, em particular que a super-representação da disfunção erétil, mas a sub-representação da vergonha relacionada à sexualidade em voluntários, é consistente com a hipótese de que a resposta genital tanto à relevância quanto ao apelo sexual permite para uma função erétil mais forte do que a resposta apenas ao apelo e que a maioria da população masculina tem vergonha de suas respostas a estímulos desagradáveis, explicando a discrepância entre o relato da maioria dos casais heterossexuais de que a ereção masculina é mais rápida que a lubrificação feminina e a aparência a pletismografia indica que a lubrificação feminina é pelo menos tão rápida quanto a ereção masculina.

## Concordância
A excitação sexual resulta em uma combinação de fatores fisiológicos e psicológicos, como resposta sexual genital e experiência subjetiva de excitação sexual. O grau em que a resposta sexual genital e subjetiva corresponde é denominado concordância. A pesquisa mostrou uma diferença confiável de gênero na concordância da excitação sexual, de modo que os homens têm um nível mais alto de concordância entre a resposta sexual genital e subjetiva do que as mulheres. Alguns pesquisadores argumentam que essa diferença de gênero pode ser atribuída ao tipo de método usado para avaliar a resposta genital em mulheres. Pode haver uma diferença na capacidade das mulheres de perceber o ingurgitamento genital interno versus externo subjetivamente, conforme medido pela fotopletismografia vaginal e termografia, respectivamente. Chivers e colegas descobriram que a concordância de homens e mulheres foi mais semelhante quando a termografia foi usada como medida de excitação sexual genital do que quando a fotopletismografia foi usada. No entanto, poucos estudos usando termografia foram realizados e mais pesquisas são necessárias para determinar se a diferença de gênero na concordância é um artefato de medição ou um fenômeno real.

## Hormônios
Vários hormônios afetam a excitação sexual, incluindo testosterona, cortisol e estradiol. No entanto, os papéis específicos desses hormônios não são claros. A testosterona é o hormônio mais comumente estudado relacionado à sexualidade. Desempenha um papel fundamental na excitação sexual em homens, com fortes efeitos nos mecanismos de excitação central.  A conexão entre testosterona e excitação sexual é mais complexa nas mulheres. A pesquisa descobriu que os níveis de testosterona aumentam como resultado de cognições sexuais em mulheres que não usam contracepção hormonal. Além disso, as mulheres que participam de atividades poliândricas relacionamentos têm níveis mais elevados de testosterona. No entanto, não está claro se níveis mais altos de testosterona causam aumento da excitação e, por sua vez, múltiplos parceiros ou se a atividade sexual com múltiplos parceiros causa o aumento da testosterona. Os resultados inconsistentes do estudo apontam para a ideia de que, embora a testosterona possa desempenhar um papel na sexualidade de algumas mulheres, seus efeitos podem ser obscurecidos pela coexistência de fatores psicológicos ou afetivos em outras.

## Outros animais

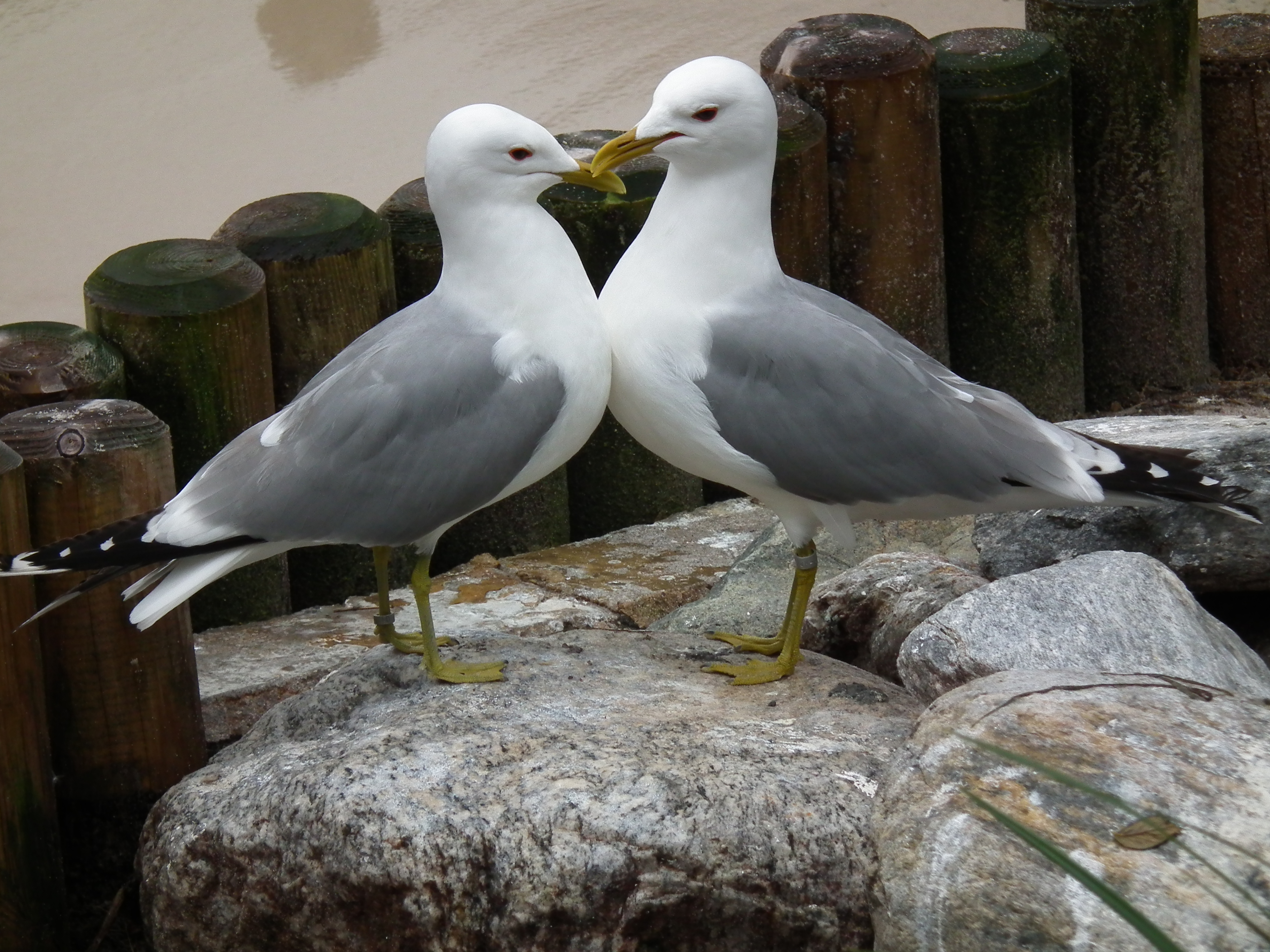
Duas gaivotas que parecem estar demonstrando afeto

Embora a sexualidade humana seja bem compreendida, os cientistas não compreendem completamente como outros animais se relacionam sexualmente. No entanto, pesquisas atuais sugerem que muitos animais, como os humanos, desfrutam de relações sexuais que não se limitam à reprodução. Golfinhos e bonobos, por exemplo, são conhecidos por usar o sexo como uma "ferramenta social para fortalecer e manter os laços." Os etólogos há muito documentam as trocas de sexo para promover a coesão do grupo em animais sociais. Cimentar a escravidão social é uma das vantagens seletivas teorizadas mais proeminentes da teoria da seleção de grupo. Especialistas na evolução do sexo, como John Maynard Smith defendem a ideia de que a troca de favores sexuais ajuda a congelar e localizar a variedade de alelos em populações isoladas e, portanto, é potencialmente uma força muito forte na evolução. Smith também escreveu extensivamente sobre a aplicação logística da "teoria da troca de fluido seminal" da variedade de alelos como uma representação sintética mais precisa do princípio de Hardy-Weinberg em casos de populações severamente cruzadas.

## Modelos evolutivos
Acredita-se que o efeito da resposta sexual seja um modificador de comportamento de reforço positivo plástico associado ao efeito Baldwin. Acredita-se que a exibição de características sexuais secundárias em humanos, como um clitóris aumentado semelhante a um pênis nas fêmeas durante a excitação e ginecomastia nos machos, tenham sido objetos de seleção de parceiros na evolução humana devido à persistência do fenômeno dessas características que invocam a excitação sexual. para potenciais companheiros em estudos transculturais. Um exemplo dramático disso são as altas taxas de dimorfismo de características sexuais secundárias em algumas populações humanas do Sudeste Asiático. Estímulos evolutivos semelhantes também podem ter resultado em novas estruturas, como o pseudo-pênis da hiena-malhada fêmea.